# Eumeninae
Los eumeninos (Eumeninae), o avispas alfareras, son una subfamilia de avispas (Vespidae); anteriormente, era tratada como una familia separada, Eumenidae. Su nombre común alude al hecho de que algunas especies construyen nidos de barro con forma de olla, cazuela o botija  
Es un grupo amplio y cosmopolita que contiene casi 200 géneros, y en él se incluyen la inmensa mayoría de las especies en la familia Vespidae. Casi todas las especies conocidas de Eumeninae son predadoras solitarias por lo que es muy raro que estas avispas acaben causando plagas. (algunas especies son primitivamente sociales).

## Reconocimiento

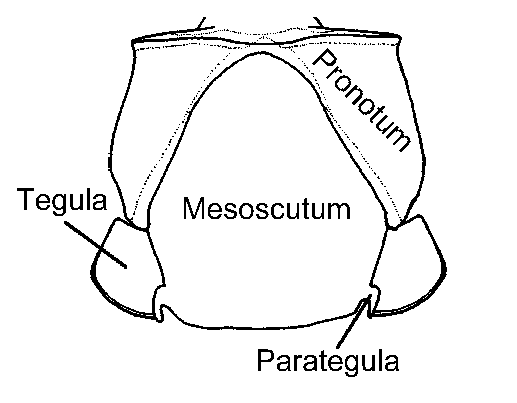
Vista dorsal parcial de Cephalastor estela mostrando la posición de las tégulas y paratégulas en relación con el mesoescutelo y el pronoto.

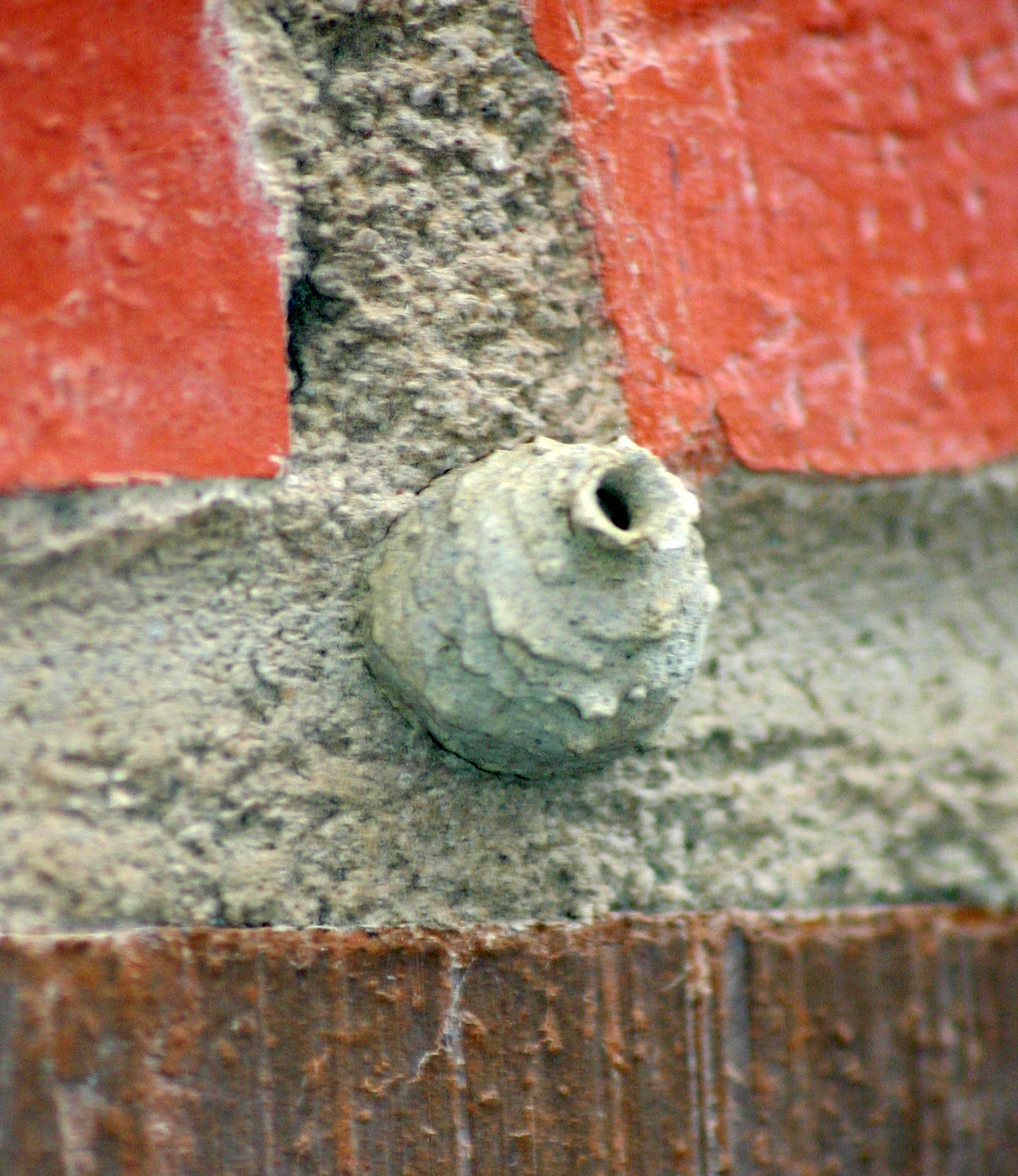
Nido de avispa alfarera en Carolina del Sur.

La mayoría son negras o marrones, y marcadas comúnmente con patrones llamativos que ponen en contraste amarillo, blanco, anaranjado o rojo (o combinaciones de los mismos). Como la mayoría de los véspidos, sus alas se doblan longitudinalmente en la posición de descanso. Se reconocen particularmente por la siguiente combinación de características: 1) una proyección posterolateral conocida como paratégula a ambos lados del mesoescutelo; 2) uñas tarsales bífidas; 3) coxa posterior con una carina dorsal longitudinal o pliegue, con frecuencia desarrollado en un lóbulo o pliegue; y 4) alas delanteras con tres celdas submarginales.

## Biología

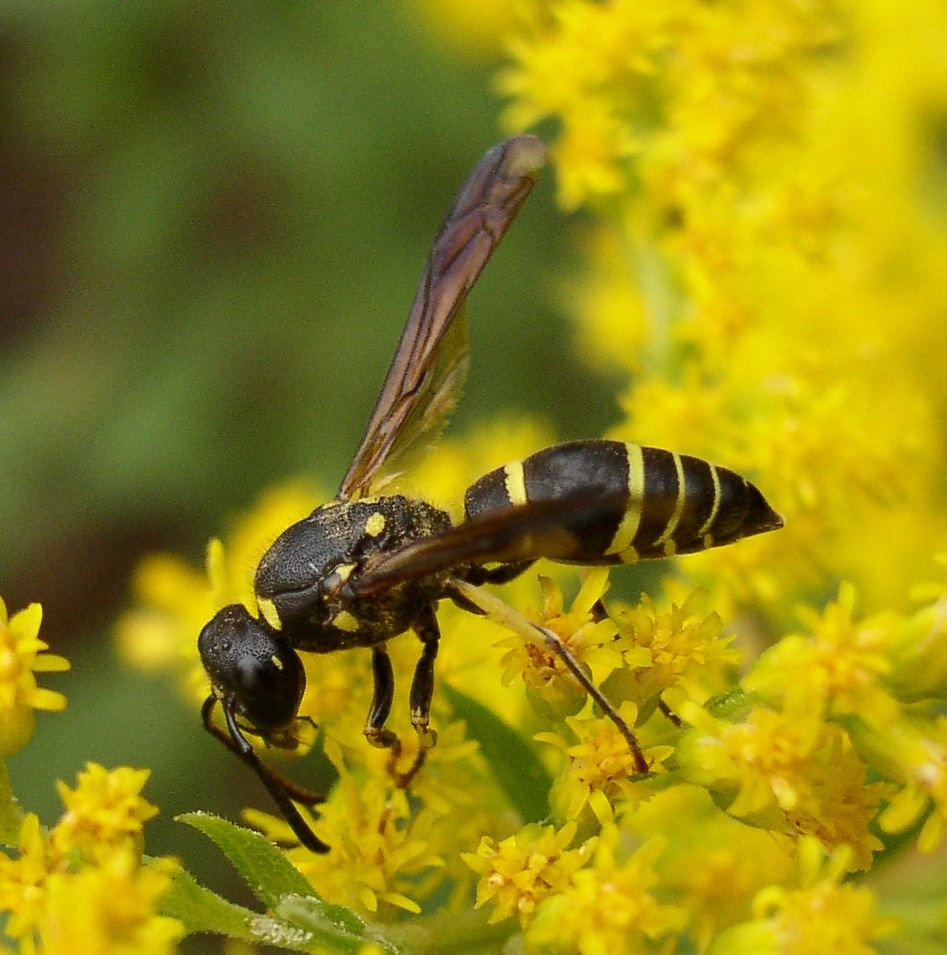
Avispa alfarera, Ancistrocerus antilope visitando flores de Solidago.

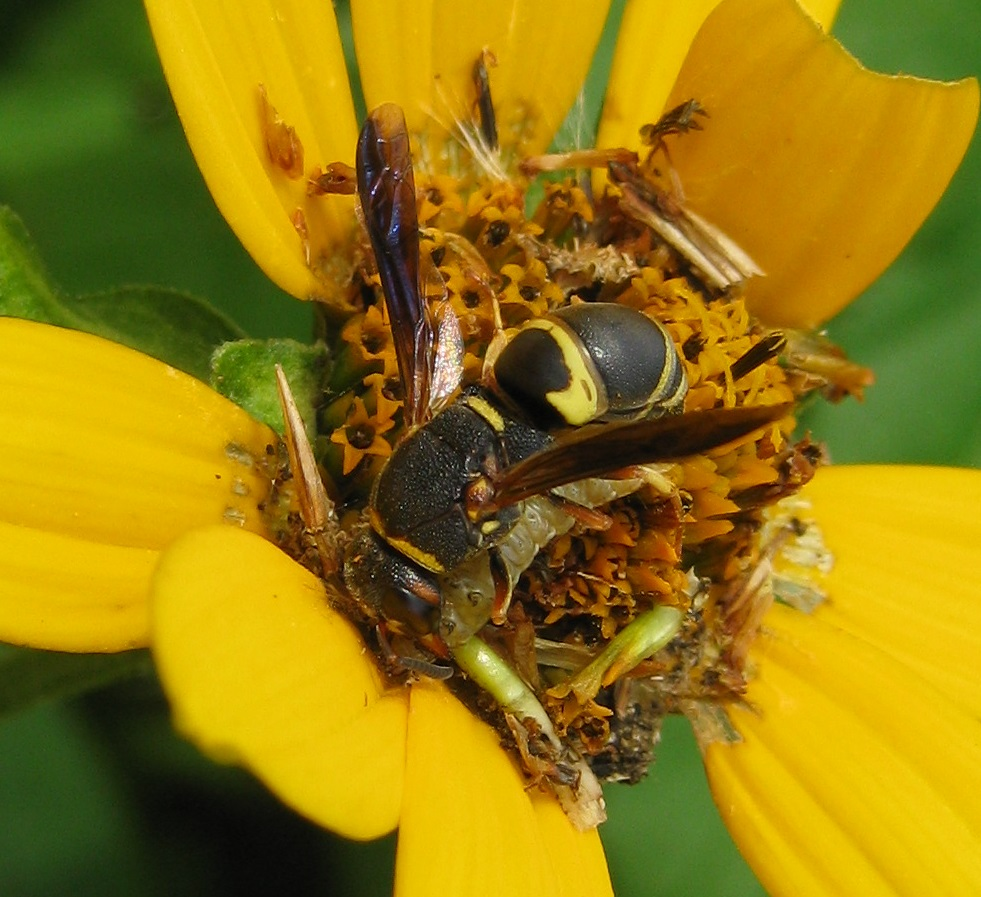
Euodynerus hidalgo boreoorientalis con su presa, una oruga

Se las conoce por el nombre de avispas alfareras porque algunas construyen nidos de barro con forma de olla o cazuela.Sin embargo la mayoría utiliza cavidades en el suelo o en la madera o incluso los nidos abandonados de otras avispas o abejas. Otras usan tallos huecos o agallas de las plantas. Algunas presentan gran plasticidad de hábitos. Generalmente las celdas para hembras son más grandes y contienen más alimento que las de machos. Al igual que en otras véspidas el huevo es suspendido del techo por un tallo fino y es depositado antes de almacenar el nido. A diferencia de las familias, Crabronidae y Sphecidae, las avispas alfareras construyen el nido con barro seco y agua que acarrean en el buche.
Generalmente las presas con que alimentan a sus crías son orugas de distintas especies de Lepidoptera; unas pocas especies cazan larvas de escarabajos crisomélidos, gorgojos o bupréstidos. Muchas especies son cleptoparásitos de otros insectos, especialmente de otras eumeninas, pero también de otras familias de avispas y aun de moscas sarcofágidas.
Visitan flores de numerosas especies para beber el néctar que proporciona energía para el vuelo. En muchos, la lengua llega a 4 mm. Contribuyen a la polinización de ciertas plantas.
Al igual que la mayoría de los himenópteros el sexo se determina por un sistema de haplodiploidía, es decir que las hembras son diploides (dos juegos de cromosomas) y los machos haploides (un solo juego). Los machos son más pequeños y su período de desarrollo es más corto que el de las hembras.
Un detalle curioso de la biología de avispas alfareras es su relación con ciertos ácaros. Ciertas especies están asociadas con un género específico de ácaro. Tienen una cavidad especial en la base del abdomen llamada “acarinario” que sirve para alojarlos. Los machos transfieren ácaros a las hembras durante el apareamiento y éstas los transfieren a los nidos donde se alimentan de las larvas sin causarles aparente daño. Se desconoce el significado de esta relación y si beneficia a las avispas.

## Géneros
- Abispa Mitchell, 1838
- Acanthodynerus Gusenleitner, 1969
- Acarepipona Soika, 1985
- Acarodynerus Soika, 1962
- Acarozumia Bequaert, 1921
- Afrepipona Soika, 1965
- Afreumenes Bequaert, 1926
- Afrodynerus Soika, 1934
- Afroxanthodynerus Soika, 1979
- Alastor Lepeletier, 1841
- Alastoroides Saussure, 1856
- Alastorynerus Bluethgen, 1938
- Alfieria Soika, 1934
- Allodynerus Bluethgen, 1938
- Allorhynchium Vecht, 1963
- Alphamenes Vecht, 1977
- Ancistroceroides Saussure, 1855
- Ancistrocerus Wesmael, 1836
- Antamenes Soika, 1958
- Antepipona Saussure, 1855
- Anterhynchium Saussure, 1863
- Antezumia Saussure, 1875
- Antodynerus Saussure, 1855
- Araucodynerus Willink, 1968
- Argentozethus Stange, 1979
- Asiodynerus Kurzenko, 1977
- Astalor Schulthess, 1925
- Australodynerus Soika, 1962
- Australozethus Soika, 1969
- Bidentodynerus Soika, 1977
- Brachymenes Soika, 1961
- Brachyodynerus Bluethgen, 1938
- Brachypipona Gusenleitner, 1967
- Calligaster Saussure, 1852
- Cephalastor Soika, 1982
- Cephalochilus Bluethgen, 1939
- Cephalodynerus Parker, 1965
- Chelodynerus Perkins, 1902
- Chlorodynerus Bluethgen, 195 1
- Coeleumenes Vecht, 1963
- Ctenochilus Saussure, 1856
- Cuyodynerus Willink, 1968
- Cyphodynerus Vecht, 1971
- Cyphomenes Soika, 1978
- Cyrtolabulus Vecht, 1969
- Delta Saussure, 1855
- Deuterodiscoelius Dalla Torre, 1904
- Diemodynerus Soika, 1962
- Discoelius Latreille, 1809
- Dolichodynerus Bohart, 1939
- Ectopioglossa Perkins, 1912
- Elimus Saussure, 1852
- Elisella Soika, 1974
- Epiodynerus Soika, 1958
- Epsilon Saussure, 1855
- Eudiscoelius Friese, 1904
- Eumenes Latreille, 1802
- Eumenidiopsis Soika, 1939
- Eumicrodynerus Gusenleitner, 1972
- Euodynerus Dalla Torre, 1904
- Eustenancistrocerus Bluethgen, 1938
- Flammodynerus Soika, 1962
- Gamma Zavattari, 1912
- Gastrodynerus Bohart, 1984
- Gioiella Soika, 1985
- Gribodia Zavattari, 1912
- Gymnomerus Bluethgen, 1938
- Hemipterochilus Ferton, 1909
- Hypalastoroides Saussure, 1856
- Hypancistrocerus Saussure, 1855
- Hypodynerus Saussure, 1855
- Incodynerus Willink, 1968
- Ischnocoelia Perkins, 1908
- Ischnogasteroides Magretti, 1884
- Jucancistrocerus Bluethgen, 1938
- Katamenes Meade-Waldo, 1910
- Knemodynerus Bluethgen, 1940
- Labochilus Bluethgen, 1939
- Labus Saussure, 1867
- Laevimenes Soika, 1978
- Leptochiloides Bohart, 1940
- Leptochilus Saussure, 1853
- Leptodynerus Bluethgen, 1938
- Leptomenes Soika, 1939
- Leptomenoides Soika, 1962
- Leptomicrodynerus Soika, 1985
- Leucodynerus Bohart, 1982
- Macrocalymma Perkins, 1908
- Maricopodynerus Viereck, 1908
- Micreumenes Ashmead, 1902
- Microdynerus Thomson, 1874
- Minixi Soika, 1978
- Mitrodynerus Vecht, 198 1
- Monobia Saussure, 1852
- Monodynerus Gusenleitner, 1982
- Montezumia Saussure, 1852
- Nesodynerus Perkins, 1901
- Nortozumia Vecht, 1937
- Odynerus Latreille, 1802
- Omicroides Soika, 1935
- Omicron Saussure, 1855
- Onychopterocheilus Bluethgen, 1955
- Orancistrocerus Vecht, 1963
- Oreumenes Bequaert, 1926
- Oreumenoides Soika, 1961
- Ovodynerus Soika, 1985
- Pachodynerus Saussure, 1870
- Pachycoelius Soika, 1969
- Pachymenes Saussure, 1852
- Pachyminixi Soika, 1978
- Parachilus Soika, 1961
- Paragymnomerus Bluethgen, 1938
- Paralastor Saussure, 1856
- Paraleptomenes Soika, 1970
- Paralionotulus Bluethgen, 1938
- Paramischocyttarus Magretti, 1884
- Parancistrocerus Bequaert, 1925
- Pararhaphidoglossa Schulthess, 1910
- Pararrhynchium Saussure, 1855
- Paravespa Radoszkowski, 1886
- Parazumia Saussure, 1855
- Pareumenes Saussure, 1855
- Parifodynerus Soika, 1962
- Parodontodynerus Bluethgen, 1938
- Parodynerus Saussure, 1855
- Pirhosigma Soika, 1978
- Plagiolabra Schulthess, 1903
- Postepipona Soika, 1974
- Proepipona Soika, 1977
- Protodiscoelius Dalla Torre
- Pseudabispa Vecht, 1960
- Pseudacaromenes Soika
- Pseudalastor Soika, 1962
- Pseudepipona Saussure, 1856
- Pseudochilus Saussure, 1856
- Pseudodontodynerus Bluethgen, 1939
- Pseudodynerus Saussure, 1855
- Pseudoleptochilus Bluethgen, 1938
- Pseudonortonia Soika, 1936
- Pseudopterocheilus Perkins, 1901
- Pseudosymmorphus Bluethgen, 1938
- Pseudozumia Saussure, 1875
- Pseumenes Soika, 1935
- Psiliglossa Saunders, 1872
- Pterocheilus Klug, 1805
- Pteromenes Soika, 1961
- Raphiglossa Saunders, 1850
- Raphiglossoides Soika, 1936
- Rhynchalastor Meade-Waldo, 1910
- Rhynchium Spinola, 1806
- Smeringodynerus Snelling, 1975
- Sphaeromenes Soika, 1978
- Spinilabochilus Kurzenko, 1981
- Stellepipona Soika, 1974
- Stenancistrocerus Saussure, 1863
- Stenodyneriellus Soika, 1962
- Stenodyneroides Soika, 1940
- Stenodynerus Saussure, 1863
- Stenonartonia Soika, 1974
- Stenosigma Soika, 1978
- Stroudia Gribodo, 1892
- Subancistrocerus Saussure, 1855
- Symmorphoides Soika, 1977
- Symmorphus Wesmael, 1836
- Synagris Latreille, 1802
- Syneuodynerus Bluethgen, 1951
- Tachyancistrocerus Soika, 1952
- Tachymenes Soika, 1983
- Tricarinodynerus Soika, 1952
- Tropidodynerus Bluethgen, 1939
- Xanthodynerus Bluethgen, 1954
- Xenorhynchium Vecht, 1963
- Zeta Saussure, 1855
- Zetheumenidion Bequaert, 1926
- Zethus Fabricius, 1804